# بيل كولينز (لاعب كرة قاعدة)
بيل كولينز (بالإنجليزية: Bill Collins)‏ هو لاعب كرة قاعدة أمريكي، ولد في 27 مارس 1882 في تشيسترتون في الولايات المتحدة، وتوفي في 26 يونيو 1961 في سان بيرناردينو في الولايات المتحدة.

## وصلات خارجية
- بيل كولينز على موقعبيزبول رفرنس.كوم (الدوري الرئيسي) (الإنجليزية)
- بيل كولينز على موقعبيزبول رفرنس.كوم (الدوري الثانوي) (الإنجليزية)